# Friedrich Schleiermacher
Friedrich Daniel Ernst Schleiermacher (Breslau, 21 novembre 1768 – Berlin, 12 février 1834) est un théologien protestant et un philosophe prussien.

## Biographie
Fils d'un aumônier militaire protestant et petit-fils du pasteur Daniel Schleyermacher (de), il fait d'abord ses études dans une école appartenant aux Frères moraves. Très vite, l'enseignement qu'il reçoit ne le satisfait plus, et il obtient alors de son père la permission d'entrer à l'université de Halle, anciennement piétiste, désormais haut lieu du courant rationaliste avec des enseignants comme Friedrich August Wolf ou Johann Salomon Semler. Schleiermacher y poursuit des études de théologie et d'exégèse. Il lit Platon, Aristote, Spinoza, Kant, Fichte et Jacobi.
À la fin de ses études à Halle, il devient précepteur dans une famille aristocratique puis, en 1796, chapelain de l'Hôpital de la Charité de Berlin.  Il complète ses connaissances en s'intéressant aux arts, aux sciences et à la littérature. Il est profondément influencé par le romantisme allemand, en particulier par Schlegel, qui est son ami. De cette période d'enrichissement intellectuel viennent les Discours sur la religion (1799) et les Monologues (1800). En 1802, il devient pasteur dans une ville de Poméranie, avant d'obtenir une chaire à Halle en 1807.  En 1807, il déménage à Berlin, où il devient en 1809 pasteur de l'église de la Trinité. Enfin, en 1810, alors que Wilhelm von Humboldt vient de fonder son université, il y obtient une chaire de théologie et devient membre de l'Académie royale des sciences et des lettres de Berlin. Jusqu’à la fin de sa vie, en 1834, il mènera de front activité d'enseignement et de pastorale.

## Théologie
Schleiermacher introduit dans ses Discours l'idée que la doctrine n'est pas une vérité révélée par Dieu, mais la formulation faite par des hommes de la conscience qu'ils ont de Dieu. Pour lui, le sentiment religieux n'est ni savoir ni morale, mais la conscience intuitive et immédiate de l'infini vis-à-vis de laquelle l'homme a une dépendance absolue. C'est ce qu'on a pu appeler une mystique « supranaturaliste ». 
Schleiermacher est ainsi à l'origine de la « théologie du sentiment » qui a été au cœur d'une importante polémique qui l'a vu s'affronter à la doctrine hégélienne.
La théologie de F. Schleiermacher et la « philosophie de la nature » de F.W. Schelling développeront dans le romantisme allemand une tendance à l'exploration des profondeurs de l'âme humaine. On assiste alors à une résurrection des courants mystique, piétiste, panthéiste.

## Herméneutique

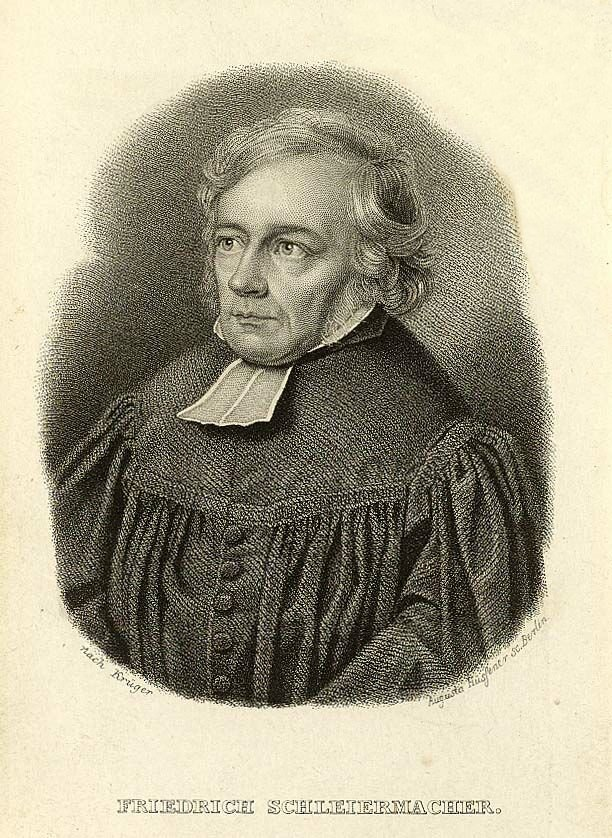
Illustration de Friedrich Schleiermacher

Schleiermacher est le véritable fondateur de l'herméneutique moderne, si on entend par là un certain courant philosophique (non l'étude des textes de la Bible). Il s'agit de donner à l'herméneutique le statut d'un art général de l'interprétation permettant de donner aux difficultés rencontrées par la traduction langagière, la critique littéraire, et l’exégèse biblique un lieu commun de compréhension et de sens. 
L'interprète doit chercher à comprendre jusqu'à ce qu'il se heurte au non-sens tout en sachant qu'il ne parviendra jamais à un sens achevé. La compréhension est une tâche infinie. Par principe, tout texte peut être compris ; toute compréhension ne peut être que partielle, du fait de l'absence de l'auteur, l'éloignement du texte par les interprétations déjà données, la considération de ce que le texte a de singulier articulé au milieu langagier, culturel et historique qui a présidé à son écriture.
Si l'interprétation est un art et non une science, c'est parce qu'il est malaisé de tracer une ligne de démarcation entre une bonne et une mauvaise compréhension. Elle n'indique pas les procédures de la compréhension mais vise à éveiller une attitude qui consiste à se demander ce que comprendre veut dire.

## Œuvres
- De la Religion. Discours aux personnes cultivées d'entre ses mépriseurs (1799) ; trad. nouvelle en français par Bernard Reymond, Paris, Van Dieren Éditeur, 2004.
- Dialectique. Pour une logique de la vérité, Paris, Le Cerf, 2004.
- Esthétique. Tous les hommes sont des artistes; Paris, Le Cerf, 2004.
- Éthique. Le « Brouillon sur l'éthique » de 1805-1806, Paris, Le Cerf, 2004.
- Herméneutique. Pour une logique du discours individuel, Paris, Le Cerf, 1987.
- Introductions aux Dialogues de Platon (1804-1828) - Leçons d'histoire de la philosophie (1819-1823). Suivies des textes de Friedrich Schlegel relatifs à Platon, Paris, Le Cerf, 2004.
- Des différentes méthodes du traduire, Paris, Seuil 1999.
- Le Statut de la théologie. Bref exposé, Paris, Le Cerf, 1994.
- Monologues, Genève et Bâle, H. Georg, 1868 (traduction de Louis Segond), consultable en ligne.
- (de) Kritische Gesamtausgabe, 15 vol., éd. Walter de Gruyter, Consultable en ligne.